# Cmentarz Niemierzyński
Cmentarz Niemierzyński także Cmentarz Majdański (do 1945 niem. Nemitzer Friedhof) – dawny cmentarz miejski położonym na terenie obecnego szczecińskiego osiedla Niebuszewo-Bolinko. Zajmował teren 16 ha pomiędzy współczesnymi ulicami Niemierzyńską (Nemitzer Str.), Żupańskiego (Schnellstr.) i Słowackiego (Mühlenstr.). 

## Historia
Nekropolia została oddana do użytku 12 października 1868 (część źródeł podaje 10 października), jako lokalny cmentarz grzebalny w Niemierzynie (wówczas osobnej wsi Nemitz – stąd niemiecka nazwa). Ze względu na oryginalne położenie (różnica wysokości terenu wynosi tu 13,5 m) w szybkim tempie stał się miejscem spoczynku szczecinian z tzw. wyższych sfer. Już w 1872 roku spoczął tu pisarz Robert Eduard Prutz. W 1900 roku Niemierzyn został włączony w granice miejskie Szczecina, wkrótce na cmentarzu wybudowano kaplicę, a jego obszar w 1905 roku powiększono na północny zachód. Teren cmentarza otaczał ceglany mur, w który wmurowane były żeliwne kraty. Po 1939 roku chowano tu liczne ofiary bombardowań, a na terenie cmentarza wybudowano schrony przeciwlotnicze. Po przejęciu Szczecina przez władze polskie grzebano tu zmarłych spośród przybyłych polskich osadników. Według nowej nomenklatury nekropolia była nazywana Cmentarzem Majdańskim. Nagrobki znajdowały się tutaj do początku lat 70. XX wieku, kiedy to cmentarz po uznaniu za poniemiecki zlikwidowano. Było to w tamtych czasach częste działanie na terenie zachodniej Polski, teren pozostały po likwidacji cmentarza przekształcono w park, który w pierwszych latach swojego istnienia nazywano Parkiem Dendrologicznym, a później Ogrodem Dendrologicznym im. Stefana Kownasa.
W Ogrodzie pozostał typowy dla cmentarza układ alejek, o przeszłości parku świadczą także równe tarasy na stokach wzdłuż których umiejscowione były nagrobki, schody na skarpach, pozostał fragment muru cmentarnego od strony ulicy Niemierzyńskiej. Niestety ze zdewastowanych tablic nagrobnych i fragmentów grobowców wybudowano murki, które otaczają park od północy i południa. Stanowią niemy dowód wykorzystywania niemieckich nagrobków jako budulca małej architektury parkowej. Na terenie Ogrodu Dendrologicznego nie istnieje żadna informacja, że przed 1973 rokiem znajdował się tu cmentarz, a trawniki wzdłuż parkowych alejek są miejscem spoczynku szczecinian. 